# Капитело (Венеција)
Капитело (итал. Capitello) је насеље у Италији у округу Венеција, региону Венето.
Према процени из 2011. у насељу је живело 64 становника. Насеље се налази на надморској висини од 5 м.